# Дьявольский карпозубик
Дья́вольский карпозу́бик (лат. Cyprinodon diabolis) — редкий вид рыб рода карпозубиков отряда карпозубообразных. Обитает только в маленьком (5 × 3,5 × 3 метров) пещерном озере Дэвилс-Хоул, находящемся в штате Невада и входящем в состав национального парка «Долина Смерти» США. Озеро расположено на глубине 15 м. Температура воды здесь составляет от 32 до 38 °C. Впервые обнаружен в 1890 году, научно описан в 1930 году. Это живое ископаемое из плиоцена, живущее изолированно от 30 000 до 50 000 лет.
Длина тела составляет от 2 до 3,4 см, внешне напоминает других рыб своего семейства. Не имеют брюшных плавников, голова относительно крупная. Самцы как правило темнее самок. Питаются диатомовыми водорослями. Численность популяции имеет сезонные колебания и зависит от наличия достаточного количества корма. Летом, когда водорослей достаточно, популяция насчитывает от 500 до 700 животных, а зимой из-за сокращения рациона она сокращается до 200 экземпляров. Нерест происходит круглый год, но обычно рыбы синхронизируют нерест, так как особи, не участвующие в нересте, охотно поедают икру нерестящихся сородичей, и если их много, то они съедают всю икру.

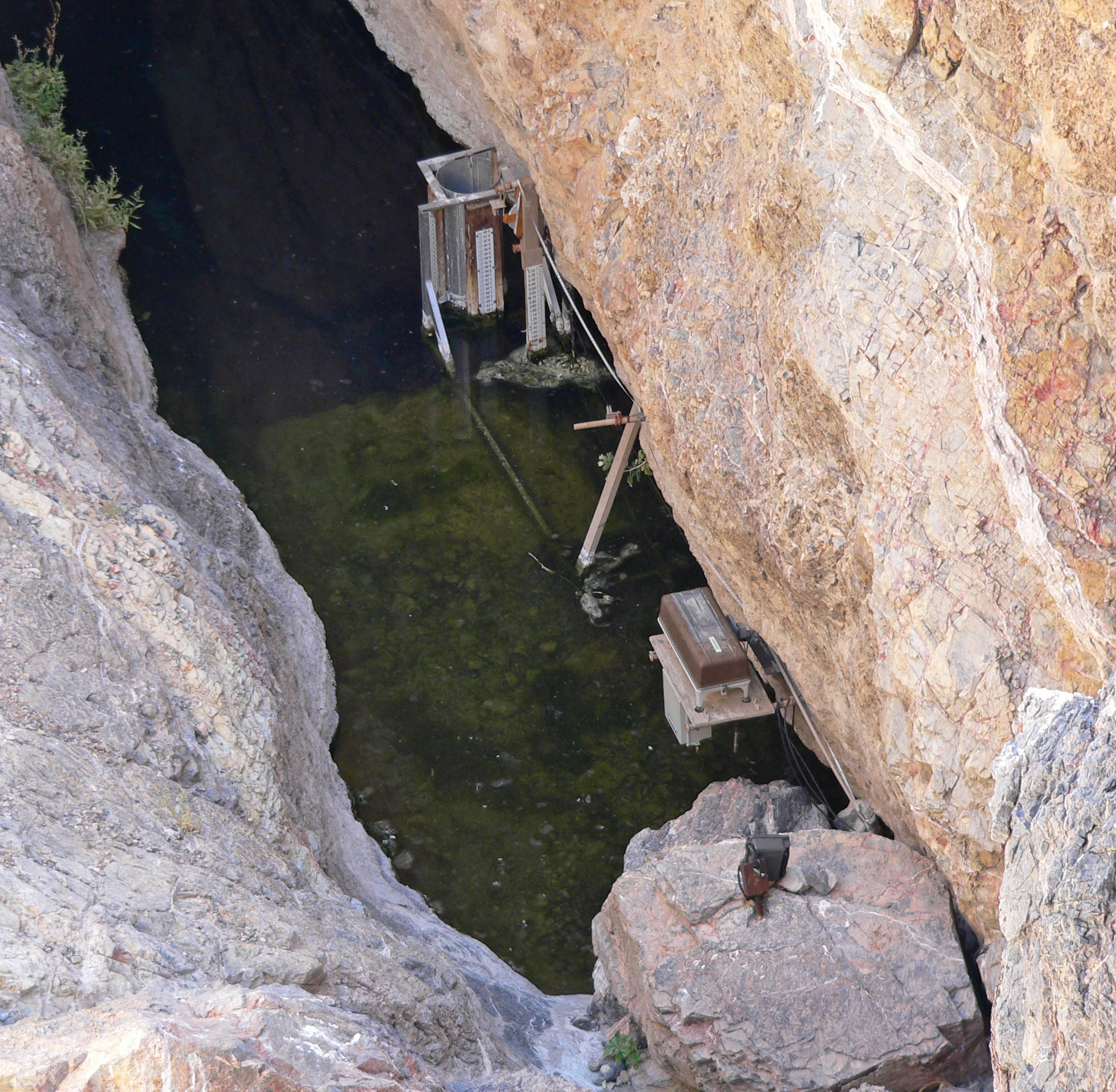
Дэвилс-Хоул — по сути, единственное место обитания дьявольского карпозубика. Видно специальное оборудование для замера уровня воды

Вид находится под угрозой исчезновения из-за хозяйственной деятельности человека (местные жители используют воду из озера для хозяйственных нужд, из-за чего уровень в нём постоянно падает). Верховный суд США принял постановление по сохранению среды обитания рыбы, и в последнее время природоохранная ситуация была несколько улучшена.
Занесён в Книгу рекордов Гиннесса как вид рыб, находящийся в наибольшей опасности.